# Riviera Ligure di Ponente Vermentino
Il Riviera Ligure di Ponente Vermentino è un vino DOC la cui produzione è consentita nelle province di Genova, Imperia e Savona.

## Caratteristiche organolettiche
colore: paglierino.
odore: delicato, caratteristico, fruttato.
sapore: asciutto, fresco, armonico, delicatamente fruttato.

## Abbinamenti consigliati
Pietanze delicate, vellutate di verdura, pesce, dolci

## Produzione
Provincia, stagione, volume in ettolitri
- Imperia  (1990/91)  2160,9
- Imperia  (1991/92)  2228,5
- Imperia  (1992/93)  3033,19
- Imperia  (1993/94)  2945,18
- Imperia  (1994/95)  2207,45
- Imperia  (1995/96)  2375,28
- Imperia  (1996/97)  3148,58
- Savona  (1990/91)  1230,15
- Savona  (1991/92)  1371,65
- Savona  (1992/93)  1858,34
- Savona  (1993/94)  1597,27
- Savona  (1994/95)  1515,33
- Savona  (1995/96)  1593,98
- Savona  (1996/97)  2138,87